# 埔頂 (桃園市大溪區)
埔頂，是臺灣桃園市大溪區的一個傳統地域名稱，位於該區北部偏西。相較於今日行政區，其範圍大致包括南興里東北端一小部分、仁善里不含西部凸出部分、仁義里西南半部、僑愛里、仁愛里、仁武里、仁和里不含西南端、仁文里西半部。
國道3號埔頂隧道I、II位於本地區，其上方為「埔頂重劃區」。

## 歷史
台灣清治末期至日治初期，埔頂地區為一街庄，稱為「埔頂庄」，隸屬於桃澗堡。該庄北與八塊厝庄為鄰，東邊及南邊東段與缺仔庄為鄰，南邊西段為員樹林庄，西邊為南興庄。
1901年（日治明治三十四年）11月，全台設置二十廳，該庄隸屬於桃仔園廳。1903年（明治三十六年），改名桃園廳。1909年（明治四十二年）10月，合併二十廳為十二廳，該庄隸屬不變。1920年（大正九年），廢十二廳改設五州二廳，該庄改制為「埔頂」大字，隸屬於新竹州大溪郡大溪街，大字下有「南興」、「社角」、「廣福」小字名。
戰後大溪街改制為大溪鎮，隸屬於新竹縣，大字亦改制為里。1950年桃、竹、苗分治，大溪鎮改隸屬於桃園縣。2014年12月，桃園縣升格為直轄桃園市，大溪鎮改制為大溪區。因人口增加，本地區已拆分為多個里。

## 交通
國道3號又稱「福爾摩沙高速公路」，是貫穿台灣西部的兩條縱向高速公路之一，大致以東北—西南走向蜿蜒經過埔頂地區中部，並於西南側不遠處的市道112甲線交會口設有大溪交流道，由此進入可快速前往台灣西部各地。
省道台3線（介壽路、員林路一段）俗稱「內山公路」，是臺北至屏東的幹道，大致以東南—西北走向轉橫向再轉東北—西南走向經過本地區東南部近邊界地帶，向東南繞倒S形續向東南可前往大溪市區、三峽、土城、板橋等地，向西南可前往員樹林、龍潭、關西、橫山等地。
省道台4線（介壽路）是竹圍到石門的幹道，大致以東北—西南走向轉西北—東南走向經過本地區東部邊界地帶，向東北轉北可前往八德、桃園、蘆竹、竹圍並止於省道台15線路口，向東南繞倒S形轉向南可前往內柵、新溪州、大坪並止於省道台3乙線路口。
市道112號是觀音至大溪崎頂的道路，其東側端點位於本地區東南部的省道台3線路口。由此向西北轉西北西可前往中壢、新屋、觀音並止於省道台15線路口。

## 埔頂重劃區

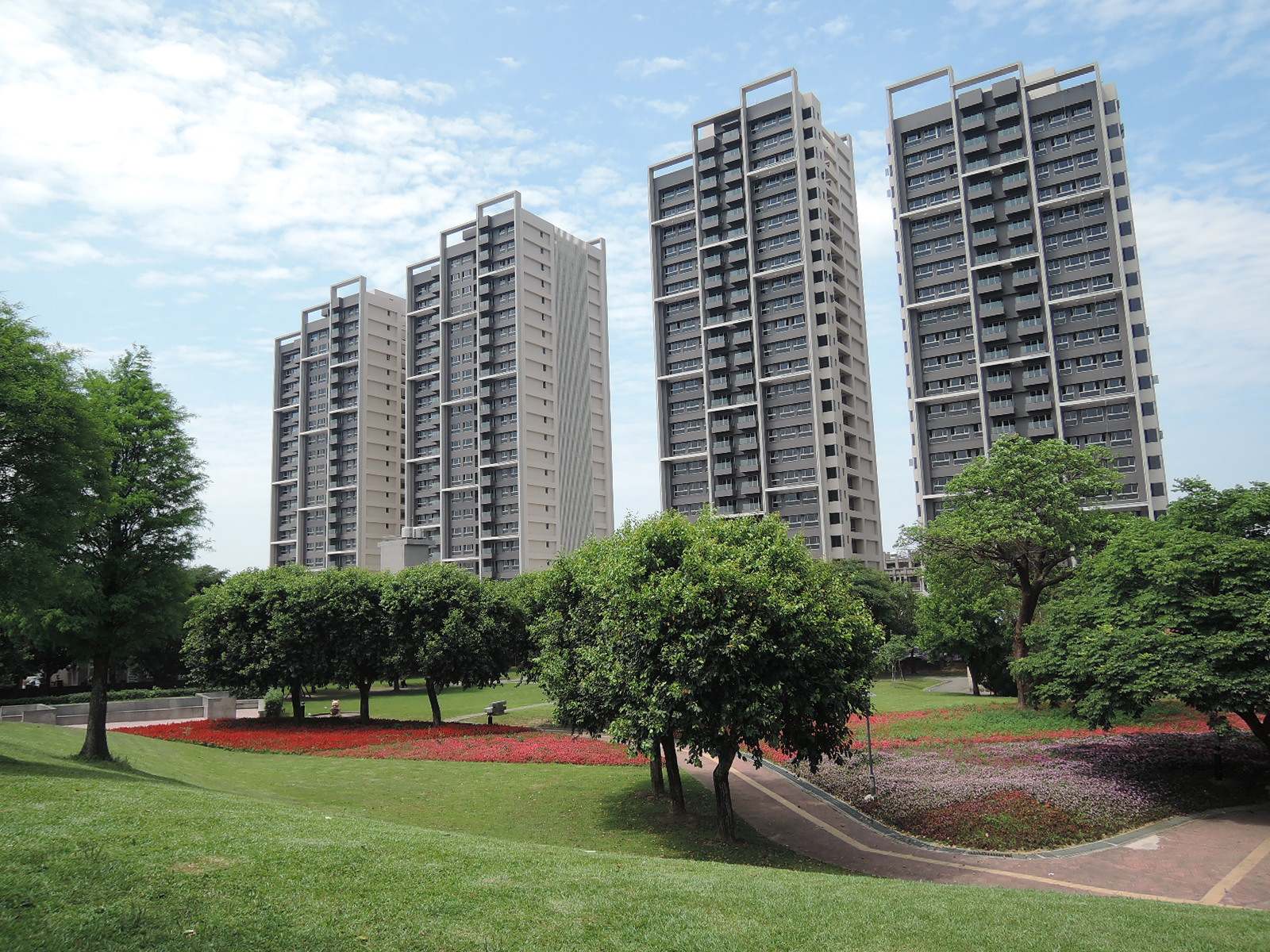
坐落在桃園埔頂重劃區的大溪埔頂公園。

因國道三號大溪交流道及台66線快速道路經過，而在區內設立埔頂重劃區，初期主要以低密度開發的透天住宅為主，但經桃園升格直轄市及生活機能發展到位，還有可以高處俯瞰大漢溪、大溪老城區及復興區山陵線的美景，重劃區內陸續出現大型高樓景觀住宅。

## 學校
- 仁和國中
- 僑愛國小
- 仁和國小
- 仁善國小

## 公園
- 埔頂公園